# Karl-Petter Thorwaldsson
Karl-Petter "Kålle" Thorwaldsson (officielt Carl Petter Niclas Torvaldsson, født 26. december 1964 i Kosta, Ekeberga forsamling, Kronobergs län) er en svensk politiker og tidligere fagforeningsleder. Thorwaldsson har siden 2021 været erhvervsminister i Regeringen Andersson.
Han var formand for Landsorganisationen i Sverige (LO) 2012–2020, og har tidligere været formand for Sveriges socialdemokratiska ungdomsförbund (SSU) 1990–1995 og for Arbetarnas bildningsförbund (ABF) 2004–2012.

## Biografi
Thorwaldsson voksede op i byen Kosta i Kronobergs län som søn af en glaspuster. Han var SSU's forbundformand 1990–1995. Thorwaldsson har siddet i bestyrelsen for Förvaltningsstiftelsen för SR, SVT och UR, og var tidligere formand for ABF og ombudsmand for IF Metal.
Den 11. maj 2012 blev han foreslået af LO's valgkomité til at efterfølge Wanja Lundby-Wedin som formand og blev valgt af en enstemmig LO-kongres som formand den 26. maj 2012. Han forlod formandsposten i 2020. Fra 1. marts 2021 var han seniorrådgiver for stålvirksomheden SSAB.
Den 30 november 2021 blev Thorwaldsson udnævnt til erhvervsminister i regeringen Andersson.